# Alexiad
Alexiad (tiếng Hy Lạp: Ἀλεξιάς, đã Latinh hoá: Alexias) là một tác phẩm lịch sử trung cổ được viết vào khoảng năm 1148, bởi nhà sử học và công chúa Đông La Mã Anna Komnene, con gái của Hoàng đế Alexios I Komnenos. Trong Alexiad, Anna mô tả lịch sử chính trị và quân sự của Đế quốc Đông La Mã dưới thời trị vì của cha mình, là một Hoàng đế Đông La Mã, biến nó trở thành nguồn tài liệu tham khảo về Byzantium giai đoạn Trung kỳ Trung Cổ. Alexiad cho biết về sự tương tác của Đế quốc Đông La Mã với Cuộc thập tự chinh thứ nhất và nêu bật những nhận thức trái ngược nhau về phương Đông và phương Tây vào đầu thế kỷ 12. Tác phẩm này được viết theo dạng tiếng Hy Lạp thành Athena mang tính giả tạo và cho thấy nhận thức của Đông La Mã về các cuộc Thập tự chinh.

## Nội dung
Alexiad được chia thành 15 quyển và phần đề tựa; phạm vi của nó được giới hạn trong thời gian trị vì của Alexios, do đó nó có thể miêu tả rất đầy đủ và chi tiết. Anna Komnene cung cấp tư liệu về một trong những thời kỳ hoạt động tích cực nhất trong giai đoạn cuối thời Trung Cổ, đặc biệt là mối quan hệ chính trị giữa Đế quốc Đông La Mã và các cường quốc Tây Âu. Alexiad vẫn là một trong số ít nguồn sử liệu chính ghi lại phản ứng của Đông La Mã đối với Đại ly giáo năm 1054 và cuộc Thập tự chinh thứ nhất, cũng như cung cấp tư liệu trực tiếp về sự suy giảm ảnh hưởng văn hoá Đông La Mã ở cả phía Đông và Tây Âu.
Theo Peter Frankopan, nội dung của Alexiad được chia thành năm loại chính:
1. Các cuộc tấn công chống lại Đế quốc Đông La Mã của người Norman, dưới sự lãnh đạo của thủ lĩnh Robert Guiscard (Quyển 1–6):
Quyển 1 nói về việc Alexios trở thành tướng lĩnh và nhậm chức Domestikos ton Scholon. Nó cũng thảo luận về quá trình chuẩn bị cho cuộc xâm lăng của người Norman. Quyển 2 nói về cuộc dấy loạn thời Komnenos.
Quyển 3 nói về sự kiện Alexios lên ngôi Hoàng đế (1081), các vấn đề nội bộ với gia tộc Doukas, và quân Norman vượt qua biển Adriatic.
Quyển 4 nói về cuộc chiến tranh chống lại người Norman (1081 - 1082).
Quyển 5 cũng nói về cuộc chiến tranh chống lại người Norman (1082 - 1083), và cuộc đụng độ đầu tiên của họ với "những kẻ dị giáo".
Quyển 6 nói về sự chấm dứt cuộc chiến với người Norman (1085) và cái chết của Robert Guiscard.
2. Những mối quan hệ giữa Đông La Mã với người Thổ (Quyển 6 - 7, 9 - 10, và 14 - 15):
Quyển 7 nói về cuộc chiến tranh chống lại người Scythia (1087 - 1090).
Quyển 9 nói về các chiến dịch thảo phạt người Tzachas và dân vùng Dalmatia (1092 - 1094), và âm mưu phản nghịch của Nikephoros Diogenes (1094).
Quyển 10 nói về cuộc chiến tranh chống lại người Cuman và sự khởi đầu của cuộc Thập tự chinh thứ nhất (1094 - 1097).
Quyển 14 nói về người Thổ, người Frank, người Cuman và người Manichea (1108 - 1115).
Quyển 15 nói về những chuyến viễn chinh cuối cùng - Bogomils - Cái chết của Alexios (1116 - 1118).
3. Người Pecheneg xâm nhập vùng biên cương phía bắc Đông La Mã (Quyển 7 - 8):
Quyển 8 nói về việc chấm dứt chiến tranh Scythia (1091) và các âm mưu phản loạn chống lại Hoàng đế.
4. Cuộc Thập tự chinh thứ nhất và phản ứng của Đông La Mã (Quyển 10 - 11):
Quyển 11 cũng nói về cuộc Thập tự chinh thứ nhất (1097 - 1104).
5. Các cuộc tiến công biên giới Đông La Mã của Bohemond I xứ Antiochia, con Robert Guiscard (Quyển 11 - 13)
Quyển 12 nói về các xung đột trong nước và chuẩn bị cho cuộc xâm lược lần thứ hai của người Norman (1105 - 1107).
Quyển 13 nói về âm mưu tạo phản của Aaron và cuộc xâm lược lần thứ hai của người Norman (1107 - 1108).
Mặc dù Anna Komnene tuyên bố rõ ràng ý định của mình muốn ghi chép các sự kiện chân thực, vẫn tồn tại sự thiên vị về các vấn đề quan trọng. Xuyên suốt nội dung của Alexiad, Anna Komnene luôn nhấn mạnh Alexios là một "vị hoàng đế Kitô giáo đặc biệt" về mặt đạo đức, cũng như được ca ngợi về mặt chính trị, khá là phổ biến. Frankopan thường so sánh thái độ ứng xử của Alexios trong tác phẩm cho đến bút lực mang đậm truyền thống của thể loại tiểu sử các vị thánh, trong khi đối chiếu nó với bức chân dung tiêu cực nói chung hoặc sự vắng mặt hoàn toàn của những người kế vị John II và Manuel I. Anna bàn về người Latinh, (Norman và "Frank"), coi họ như những kẻ man rợ. Sự kỳ thị này còn mở rộng sang người Thổ và dân Armenia. Alexiad cũng lên tiếng chỉ trích Ioannes II Komnenos vì vụ kế vị ngai vàng (thay thế Anna) sau cái chết của Alexios. Theo quan điểm của người đọc hiện đại, sự mâu thuẫn trong việc miêu tả các sự kiện quân sự và những bất hạnh của Đế chế - một phần là do những ảnh hưởng văn học và nhất là Homer - có vẻ như hơi phóng đại và rập khuôn. Bất chấp những vấn đề đó, George Ostrogorsky vẫn nhấn mạnh đến tầm quan trọng của Alexiad trong vai trò của một nguồn sử liệu chính yếu.

## Chủ đề chung
Chủ đề chính của Alexiad là cuộc Thập tự chinh lần thứ nhất, và xung đột tôn giáo. Anna Komnene ghi lại các nhóm người khác nhau tham gia vào cuộc thập tự chinh, và nhắc đến tên gọi của họ là "Celt", "Latinh", và "Norman". Bà còn nói về cha mình, Alexios Komnenos một cách chi tiết, và những cuộc chinh phục của ông trong suốt thời kỳ trị vì của ông trong những năm từ 1081 - 1118. Bà làm điều này bằng cách giới thiệu "quan điểm Đông La Mã" của Thập tự quân. Một số nhà sử học đã nhận thấy thần thoại Hy Lạp có ảnh hưởng đến tác phẩm của bà, như Lenora Neville đã từng nói: "Sự biểu thị tính cách của Alexios như một thuyền trưởng khôn khéo lèo lái đế chế xuyên qua những cơn bão dai dẳng với sự dửng dưng và lòng dũng cảm mạnh mẽ làm nhớ lại Odysseus." 

## Văn phong
Alexiad ban đầu được viết bằng tiếng Hy Lạp khoảng năm 1148, và lần đầu tiên được Possinus biên tập vào năm 1651.
Anna Komnene đã miêu tả chính xác bản thân mình trong nguyên bản và công khai thừa nhận cảm xúc và ý kiến của mình đối với một số sự kiện, đi ngược lại dạng thức điển hình của ngành sử học. Bà trông khác biệt rất nhiều so với các nhà sử học văn xuôi Hy Lạp, và vì thế cuốn sách này ban đầu đã được đón nhận tích cực, nhưng sau đó đã bị mang ra phê bình. Alexiad gây hấp dẫn nhiều sử gia vì trên thực tế là Anna đã viết nó theo một định dạng khác hẳn chuẩn mực của thời đại. Anna Komnene là nữ sử gia người Hy Lạp duy nhất trong thời đại của bà, và giới sử học quan tâm đến việc tin tưởng rằng văn phong của bà đã chịu nhiều điều tiếng bởi vì bà là phụ nữ. Mặc dù đã gộp cả bản thân trong lịch sử và những phẩm chất khác làm cho văn phong của bà có sự khác biệt so với sử sách điển hình của thời đại, Alexiad của Anna Komnene được xem như một quyển sử "thuần túy".

## Ảnh hưởng
Tác phẩm của Anna Komnene là một nguồn thông tin chính yếu nói về phụ hoàng Alexios I của Đế quốc Đông La Mã. Bà bắt tay vào việc biên soạn Alexiad khi đã ở vào độ tuổi 55. Lúc còn sống, bà cho tổ chức một đạo Thập tự quân phụ giúp cha mình trong sự khinh thường hành động của họ chống lại đế chế sau khi họ cướp bóc các vùng đất vừa tái chiếm khác và gặp thất bại trong việc trao trả các vùng lãnh thổ thuộc quyền chiếm hữu của Basileus mà họ hứa sẽ trả lại cho ông. Bà đã xem Thập tự quân mà bà hay gọi là người Celt, Latinh và Norman, như những kẻ man rợ thất học. Dù vậy, Anna tuyên bố rằng bà đã miêu tả họ bằng cái nhìn trung lập. Một số nhà sử học tin rằng tác phẩm của bà có ý thiên vị vì những cảm xúc đối với Thập tự quân, và cách mà bà đề cao phụ hoàng như thế nào.

## Giới tính và tác giả

### Nghi vấn về tác giả
Đã có nhiều cuộc tranh luận về việc cuốn Alexiad có đúng là do chính Anna Komnene viết nên hay không, với một học giả nói rằng nguyên văn tác phẩm cung cấp rất ít nhận xét có gợi ý đến giới tính của tác giả hay bất kỳ khía cạnh nào khác trong xuất thân của họ, ngoài một vài đề cập rõ ràng. Điều này đã khiến một số học giả lập luận rằng Alexiad không phải do một người phụ nữ viết ra mà là bởi một tác giả nam khác. Niềm tin này, được Howard-Johnston đưa ra, tập trung chủ yếu vào các đoạn văn quân sự của Alexiad, và cho thấy rằng Anna chỉ làm mỗi công việc biên soạn từ những bản ghi chú ngoài chiến trường của chồng mình, do đó Howard-Johnston cho đổi tên tác phẩm thành "Alexiad của Nicephoros".
Tuy vậy, phần lớn đều đồng ý rằng Anna Komnene mới chính là tác giả. Những lời đề cập cụ thể trong sách về sự đính hôn của bà, vai trò của bà với tư cách là một người vợ và phần bình luận về sự khiêm tốn của nữ giới có sức ảnh hưởng đến tác phẩm của bà đã khiến tác giả Alexiad "khó có thể nào nhầm lẫn được" đúng là của Anna, theo một số người cho biết. Bà chắc hẳn đã viết về các vấn đề quân sự, vì có thể được tháp tùng theo chân phụ hoàng trong các chiến dịch quân sự. Nhiều học giả tin rằng chi tiết tuyệt vời về đời sống gia đình và phong cách nhà binh của phụ hoàng, kết hợp với những kinh nghiệm cá nhân của riêng bà và phần đề cập đậm chất nữ tính, cung cấp một trường hợp rõ rệt cho tác giả quyển Alexiad là của bà.

### Đại diện giới tính
Trong Alexiad, Anna Komnene miêu tả sinh động các định kiến về giới tính theo một cách duy nhất. Giống như những người tương nhiệm nam của mình, bà mô tả đặc điểm phụ nữ theo khuôn mẫu điển hình, như "dễ khóc lóc và trở nên hèn nhát khi gặp nguy hiểm". Tuy thế, bất chấp điều này, phụ nữ trong Alexiad chẳng bao giờ khóc, ngoại trừ đám tang của Alexios, mà sự đau buồn là phản ứng văn hóa phù hợp. Tương tự như vậy, không một nhân vật nữ nào lại hành động một cách hèn nhát. Bà chỉ ra giới tính của mình bằng một cách tương tự khi nhắc đến những giọt nước mắt của mình trong lúc đang viết một số sự kiện. Thế nhưng, ngay lập tức, bà thông báo cho độc giả rằng bà sẽ ngừng khóc để trở lại đúng với nghĩa vụ viết sử của mình, một tình tiết mà bà đã lặp lại hai lần trong phần kể chuyện. Bằng cách làm như vậy, bà đã thể hiện mong muốn kiểm soát các khía cạnh thuộc về nữ tính vì nền văn hóa của mình. Nói chung, Anna quan tâm đến chính bản thân bằng trí tuệ, mà bà quy cho cả nam lẫn nữ, và cho phép phụ nữ tích cực thoát khỏi vai trò giới tính về mặt xã hội trong Alexiad. Thái độ cá nhân của bà, cùng với sự thiếu vắng các nguồn tài liệu có thể sánh được từ các tác giả nữ cùng thời, tất cả đã khiến cho Alexiad được một số người coi là nguồn sử liệu nghèo nàn để sử dụng khi đưa ra đánh giá mức độ trung bình của phụ nữ tại Byzantium cảm nhận về cuộc Thập tự chinh lần thứ nhất.

### Giới tính và văn phong
Phong cách viết sử của Anna Komnene hơi khác thường là do giới tính của bà. Cách viết này đáng lưu ý ở chỗ là nó bao gồm cả thiên lịch sử về những hành động của phụ hoàng trong cuộc Thập tự chinh lần thứ nhất và những phản ứng của bà đối với một số sự kiện này. Những ý kiến và bình luận của Anna về các sự kiện đặc biệt trong một văn bản lịch sử khác được cho là do giới tính của bà cả về mặt tích cực lẫn tiêu cực. Sự giải thích về các dữ kiện lịch sử của bà được biết đến như một bộ sách "lịch sử giới tính", có nghĩa là cả lịch sử của Alexos và của chính Anna đều thông qua văn phong đặc biệt của tác phẩm, điều này không thấy ở các tác giả nam. Trong lúc sử gia người Anh nghiên cứu về thời La Mã cổ đại Edward Gibbon đã thấy chuyện kể này "mang đậm nét giới tính" để lộ ra "trong từng trang sách thói kiêu căng của một nữ tác giả", với một số học giả đồng ý với ông, các học giả khác cho rằng văn phong này chỉ có thể là của người thầy thông thái Mikhael Psellos từng dạy Anna hồi nhỏ. Một số khác còn đi xa hơn nữa khi đưa ra giả thuyết là Anna đã sử dụng cuốn biên niên sử Chronographia của Psellos làm kiểu mẫu cho cách thức kể chuyện của riêng mình trong bộ sử Alexiad và mang đậm văn phong của thầy mình hơn nữa, gợi ý rằng đó không phải là do giới tính của bà mà là ảnh hưởng của bà, đã dẫn đến kiểu văn phong này trong toàn bộ tác phẩm.
Anna Komnene được coi là dị thường trong thời đại của bà về tính mãnh liệt mà bà kết hợp với lối kể chuyện và cảm xúc của riêng mình, dù bà không đề cập đến tất cả các chi tiết cá nhân, như trên thực tế là bà có tới bốn đứa con. Đối với một số người, sự kết hợp không bình thường của loại văn phong này với việc thiếu thông tin cá nhân, về mặt giới tính được hòa hợp bởi sự thiếu vắng các lý tưởng nữ quyền hiện đại, mà không cần quan tâm đến việc đặt câu hỏi về địa vị xã hội của bà bằng cách kể chuyện của bản thân mình, mặc dù mô tả của bà về phụ nữ không phù hợp với các tác giả nam sống cùng thời. Thay vào đó, văn phong của Anna có thể được hiểu rõ từ hệ thống đức tin của bà là trí thông minh và tính tao nhã làm triệt tiêu giới tính về tầm quan trọng, và do đó Anna không xem bộ sử của mình nhằm vượt qua bất kỳ vai trò giới tính nào cần thiết.

## Hoàn thành bản thảo và tóm lược
Dưới đây là danh sách các bản thảo có chứa một phần hay toàn bộ nội dung của Alexiad.
- Codex Coislinianus 311, in Fonds Coislin (Paris)
- Codex Florentinus 70,2
- Codex Vaticanus Graecus 1438
- Codex Barberinianus 235 & 236
- Codex Ottobonianus Graecus 131 & 137
- Codex Apographum Gronovii
- Codex Vaticanus Graecus 981 (lời mở đầu và bản tóm lược)
- Codex Monacensis Graecus 355 (lời mở đầu và bản tóm lược)
- Codex Parisinus Graecus 400 (lời mở đầu và bản tóm lược)

## Xuất bản phẩm
- Anna Comnena (2004). The Alexiad. E.R.A Sewter biên dịch. Penguin Classics. ISBN 0-14-044958-2.
- Anne Comnene, Alexiade (Règne de l'Empereur Alexis I Comnène). Collection Budé. 1967 [1937–45].
- Anna Comnena. Alexiad. Elizabeth S. Dawes biên dịch. Fordham University. Bản gốc lưu trữ ngày 14 tháng 8 năm 2014. Truy cập ngày 17 tháng 10 năm 2017. {{Chú thích sách}}: Đã bỏ qua |website= (trợ giúp)